# Villepot
Villepot település Franciaországban, Loire-Atlantique megyében. Lakosainak száma 687 fő (2022. január 1.). Villepot Martigné-Ferchaud, Carbay, Noyal-sur-Brutz, Soudan és Ombrée d’Anjou községekkel határos.

## Népesség
A település népessége az elmúlt években az alábbi módon változott:
| Lakosok száma | 770  | 649  | 690  | 687  | 663  | 668  | 669  | 682  | 684  | 687  |
|               | 1968 | 1982 | 1990 | 2006 | 2013 | 2015 | 2017 | 2019 | 2020 | 2022 |